# 梅莱迪迈讷
梅莱迪迈讷（法語：Meslay-du-Maine，法語發音：[mɛlɛ dy mɛn]），法国西北部城市，卢瓦尔河地区大区马耶讷省的一个市镇，隶属于贡捷堡区，其市镇面积为24.18平方公里，2022年1月1日时人口数量为2,784人，在法国城市中排名第3,992位。
梅莱迪迈讷位于马耶讷省东南部，拉瓦勒与萨尔特河畔萨布莱两地之间的中点位置，是一个区域性的中心城市，多条公路在此交汇。

## 地名来源
“Meslay”一名可能出自拉丁语单词“Mespila”，意为“欧楂生长的地方”；“-du-Maine”这一后缀自1840年起成为当地官方名称的一部分。

## 历史

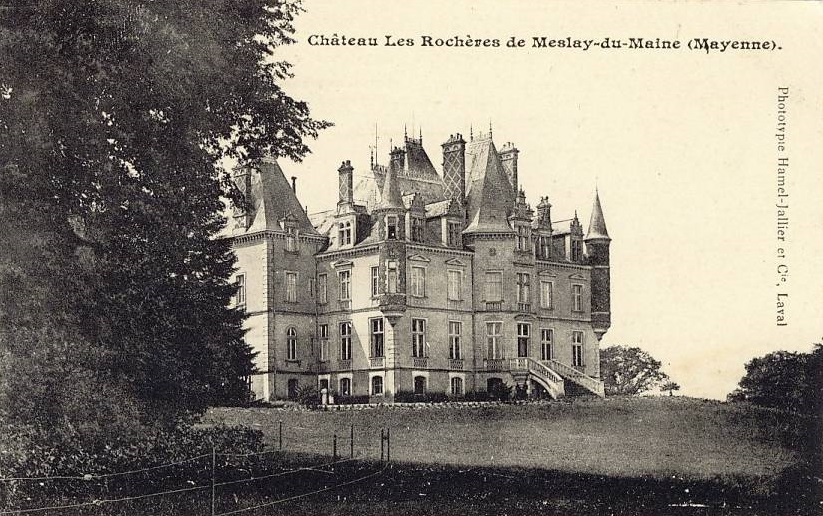
20世纪初梅莱迪迈讷境内的一处城堡

梅莱迪迈讷的早期历史尚不清楚。根据当地旅游局官方网站的论述，梅莱迪迈讷始建于中世纪中期，彼时该地为拉瓦勒伯爵的一处领地，当地领主在此筑建梅莱城堡。1129年，安茹伯爵若弗鲁瓦五世率军占领梅莱并烧毁了城堡，战后得以重建。英法百年战争末期，梅莱再次遭到破坏。战争结束后，梅莱成为拉瓦勒伯国的一部分。17世纪后，梅莱境内出现了多处织布作坊，其附近的部分田野则被开辟为种牛场。1629年，梅莱教堂建成。1692年，拉瓦勒中尉批准开设梅莱商贸集市。法国大革命后，梅莱成为马耶讷省的一个市镇。1851年，梅莱迪迈讷政府兴建了一处公共浴池，原流经镇中心的瓦塞溪（ruisseau de Vassé）被改道至城市北侧。1877年，途径梅莱迪迈讷的拉瓦勒—热讷-隆格菲铁路建成通车，后因公路交通的兴起而逐渐废弃。1939年9月，梅莱迪迈讷境内曾建成一处保护营地用于接纳德国及奥地利难民，后因二战爆发而被迫关闭。二十世纪末，梅莱迪迈讷的人口数量有所增加。自2016年3月30日起，梅莱迪迈讷由拉瓦勒区划入贡捷堡区。
在地方文化研究方面，当地的历史爱好者创建了梅莱迪迈讷及其县域历史研究协会（Association Histoire et mémoire de Meslay-du-Maine et de son canton）。

## 地理

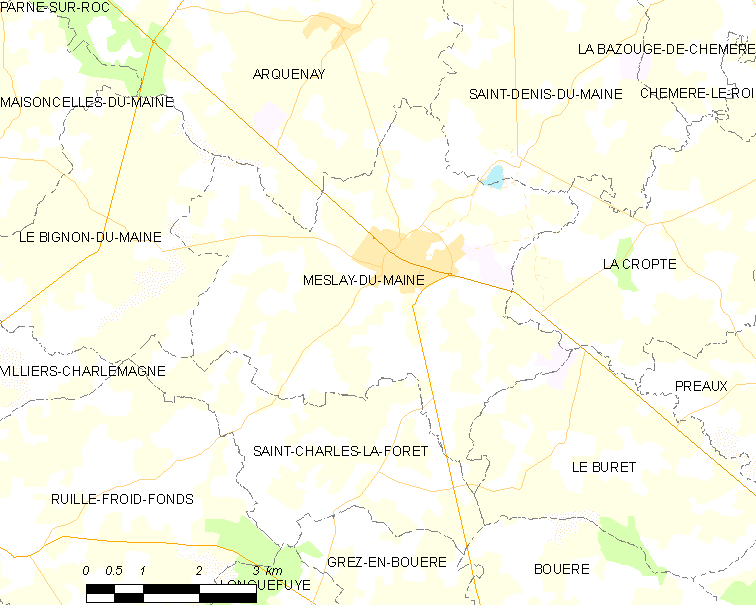
梅莱迪迈讷市镇范围地图

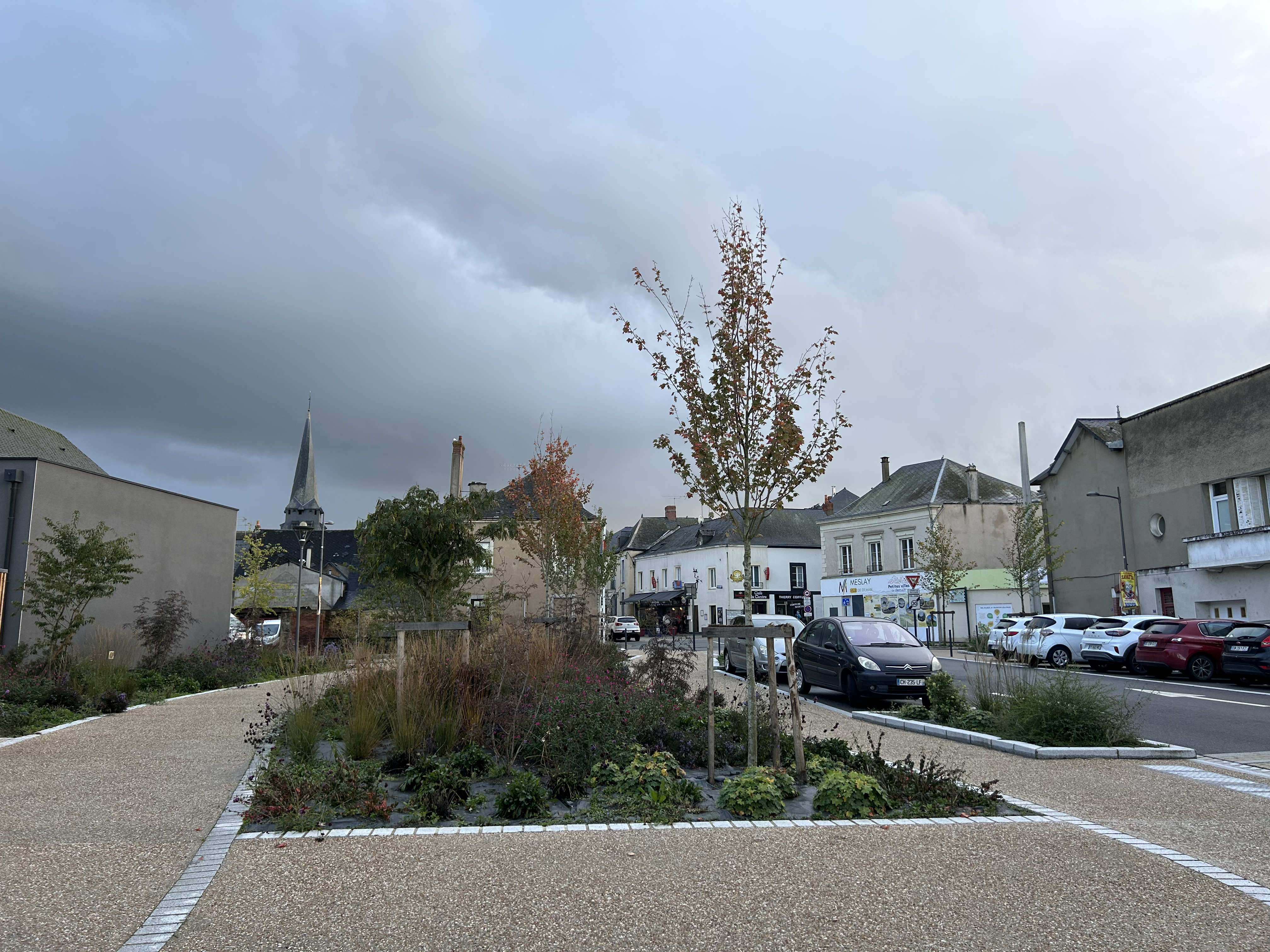
邮局广场附近的绿化带

梅莱迪迈讷位于法国西北部，卢瓦尔河地区大区北部和马耶讷省东南部，距离省会拉瓦勒大约22公里。与梅莱迪迈讷接壤的市镇包括：阿尔克奈、曼恩地区勒比尼翁、勒比雷、圣夏尔拉福雷、圣但尼迪迈讷和拉克罗普特。

### 地形
梅莱迪迈讷位于下曼恩地区，境内以平原为主，市镇中心地势较为平坦，南部部分区域略有起伏，全境海拔在63到112米之间。

### 水文
梅莱迪迈讷位于卢瓦尔河流域范围内，瓦塞溪自西向东流经市镇南部，另有一条被标记为“Buru”的河流自西向东流经市镇北境。

### 植被
梅莱迪迈讷属于温带阔叶混交林区，当地多博卡日景观，市政厅附近开辟有城市绿地。
在鲜花城市的评比中，梅莱迪迈讷暂未被评级。

### 气候
梅莱迪迈讷在柯本气候分类法中属于温带海洋性气候（Cfb）。
距离梅莱迪迈讷最近的常年气象站位于圣卢迪多拉境内，以下为该气象站的数据（其中日照数据取自拉瓦勒气象站）：
| 圣卢迪多拉 1981年－2019年 | 圣卢迪多拉 1981年－2019年 | 圣卢迪多拉 1981年－2019年 | 圣卢迪多拉 1981年－2019年 | 圣卢迪多拉 1981年－2019年 | 圣卢迪多拉 1981年－2019年 | 圣卢迪多拉 1981年－2019年 | 圣卢迪多拉 1981年－2019年 | 圣卢迪多拉 1981年－2019年 | 圣卢迪多拉 1981年－2019年 | 圣卢迪多拉 1981年－2019年 | 圣卢迪多拉 1981年－2019年 | 圣卢迪多拉 1981年－2019年 | 圣卢迪多拉 1981年－2019年 |
| 月份                      | 1月                       | 2月                       | 3月                       | 4月                       | 5月                       | 6月                       | 7月                       | 8月                       | 9月                       | 10月                      | 11月                      | 12月                      | 全年                      |
| ------------------------- | ------------------------- | ------------------------- | ------------------------- | ------------------------- | ------------------------- | ------------------------- | ------------------------- | ------------------------- | ------------------------- | ------------------------- | ------------------------- | ------------------------- | ------------------------- |
| 历史最高温 °C（°F）       | 15.5 (59.9)               | 18.6 (65.5)               | 23.5 (74.3)               | 28 (82)                   | 31.5 (88.7)               | 38 (100)                  | 36.8 (98.2)               | 40.5 (104.9)              | 33.5 (92.3)               | 29 (84)                   | 21.5 (70.7)               | 18 (64)                   | 40.5 (104.9)              |
| 平均高温 °C（°F）         | 8.1 (46.6)                | 9.7 (49.5)                | 12.7 (54.9)               | 16.3 (61.3)               | 19.8 (67.6)               | 24.4 (75.9)               | 25.6 (78.1)               | 25.4 (77.7)               | 22.5 (72.5)               | 17.3 (63.1)               | 11.8 (53.2)               | 7.9 (46.2)                | 16.8 (62.2)               |
| 日均气温 °C（°F）         | 5.2 (41.4)                | 6.1 (43.0)                | 8.2 (46.8)                | 10.9 (51.6)               | 14.5 (58.1)               | 18.3 (64.9)               | 19.4 (66.9)               | 19.4 (66.9)               | 16.6 (61.9)               | 13 (55)                   | 8.5 (47.3)                | 5 (41)                    | 12.1 (53.8)               |
| 平均低温 °C（°F）         | 2.3 (36.1)                | 2.5 (36.5)                | 3.7 (38.7)                | 5.5 (41.9)                | 9.2 (48.6)                | 12.1 (53.8)               | 13.3 (55.9)               | 13.5 (56.3)               | 10.7 (51.3)               | 8.8 (47.8)                | 5.2 (41.4)                | 2.1 (35.8)                | 7.4 (45.3)                |
| 历史最低温 °C（°F）       | −10.5 (13.1)              | −11.5 (11.3)              | −9.5 (14.9)               | −2.8 (27.0)               | 1 (34)                    | 3.5 (38.3)                | 5.2 (41.4)                | 5.6 (42.1)                | 2 (36)                    | −3 (27)                   | −7 (19)                   | −7 (19)                   | −11.5 (11.3)              |
| 平均降水量 mm（）         | 78.8 (3.10)               | 60 (2.4)                  | 52.5 (2.07)               | 58 (2.3)                  | 62.1 (2.44)               | 47.7 (1.88)               | 52.7 (2.07)               | 41.1 (1.62)               | 62.9 (2.48)               | 77.3 (3.04)               | 79.6 (3.13)               | 84.5 (3.33)               | 757.2 (29.81)             |
| 月均日照時數              | 63.4                      | 85.5                      | 125.3                     | 151.5                     | 197.2                     | 214.2                     | 207.6                     | 216.9                     | 164.5                     | 105.2                     | 69.2                      | 54.9                      | 1,655.4                   |
| 来源：infoclimat.fr       |                           |                           |                           |                           |                           |                           |                           |                           |                           |                           |                           |                           |                           |

## 行政区划
梅莱迪迈讷的市镇编号为53152，邮政编号为53170。
在行政管理方面，梅莱迪迈讷隶属于法国卢瓦尔河地区大区马耶讷省贡捷堡区；在地方选举方面，梅莱迪迈讷是梅莱迪迈讷县的中央投票站所在地，其市镇范围全境被划入马耶讷省第二选区；在社会管理方面，梅莱迪迈讷是梅莱-格雷地区市镇公共社区的办公驻地。
截至2023年11月，梅莱迪迈讷市镇范围内暂无任何城市敏感街区及城市政策优先街区。
法国国家统计与经济研究所（简称）在进行数据统计时，将梅莱迪迈讷单独设为梅莱迪迈讷城市核心区（Unité urbaine de Meslay-du-Maine）及梅莱迪迈讷城市区（Aire urbaine de Meslay-du-Maine）。自2020年起，梅莱迪迈讷城市区被撤销，梅莱迪迈讷被划入包含66个市镇的拉瓦勒城市辐射区。此外，还将梅莱迪迈讷市镇整体看作一个“块区”（IRIS），以便于统计人口分布情况。

## 交通

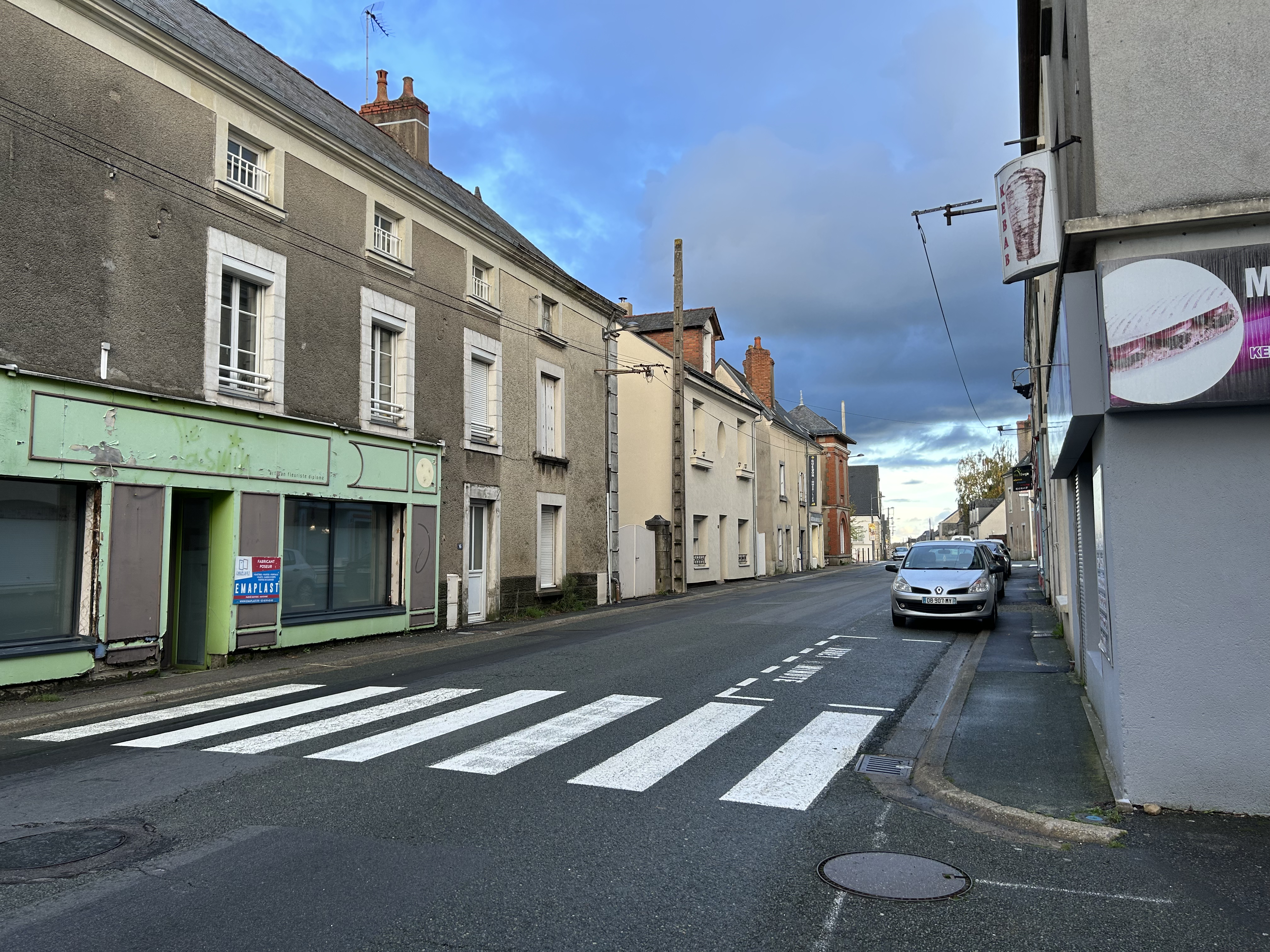
横穿梅莱迪迈讷镇中心的省道D21线（拉瓦勒街）

### 公路
马耶讷省省道D14线、D21线、D152线和D233线在梅莱迪迈讷境内交汇。卢瓦尔河地区大区公共交通（商业名称为“Aleop”）下属的马耶讷省城际客运109线和118线（校车线路）经停梅莱迪迈讷，可直达拉瓦勒、萨尔特河畔萨布莱和马耶讷河畔贡捷堡。
| 2 | 16 |

| 拉瓦勒 | 22 |

| 拉弗莱什 | 47 |

| 萨布莱 | 21 |

2020年，76.4%的梅莱迪迈讷家庭拥有至少一辆私人汽车。2021年，梅莱迪迈讷境内共发生各类交通事故1起，造成2人遇难，4人受伤，其中2人重伤。

### 铁路
梅莱迪迈讷位于拉瓦勒—热讷-隆格菲铁路上，该铁路已废弃。
梅莱迪迈讷距离萨布莱站和拉瓦勒站的公路里程分别约21公里和23公里，两站均停靠直通巴黎的高速列车，以及前往南特、雷恩、昂热、勒芒等地的区域列车。

### 航空
梅莱迪迈讷距离昂热机场的公路里程大约为53公里，该机场开行不定期包机旅游航线。

### 城市公共交通
截至2023年11月，梅莱迪迈讷暂无城市公共交通系统。

## 政治

### 市政内阁
梅莱迪迈讷的现任市长为克里斯蒂安·布莱先生（Christian BOULAY），他是一名右翼无党派人士，在2020年的市政选举中获得了59.92%的支持率。
| 梅莱迪迈讷历届市长     | 梅莱迪迈讷历届市长               | 梅莱迪迈讷历届市长        |
| 任期                   | 市长                             | 党派                      |
| ---------------------- | -------------------------------- | ------------------------- |
| （1965年以前资料暂缺） |                                  |                           |
| 1965年－1971年         | Georges LASSERRE 乔治·拉塞尔     | DVD右翼无党派人士         |
| 1971年－1987年         | Jacques PAILLARD 雅克·帕亚尔     | 不详                      |
| 1987年－1991年         | André PELOURDEAU 安德烈·珀卢尔多 | 不详                      |
| 1991年－2008年         | André BOURDAIS 安德烈·布尔代     | 不详                      |
| 2008年－2014年         | Patrick LE ROUX 帕特里克·勒鲁    | 無黨籍                    |
| 2014年－2017年         | Noëlle LAUNAY 诺埃勒·洛奈        | 無黨籍                    |
| 2017年－2020年         | Jean-Marc POULAIN 让-马克·普兰   | 無黨籍                    |
| 2020年－               | Christian BOULAY 克里斯蒂安·布莱 | 無黨籍 →DVD右翼无党派人士 |

### 各级选举
| 梅莱迪迈讷历届投票选举结果 | 梅莱迪迈讷历届投票选举结果 | 梅莱迪迈讷历届投票选举结果 | 梅莱迪迈讷历届投票选举结果 | 梅莱迪迈讷历届投票选举结果 | 梅莱迪迈讷历届投票选举结果 | 梅莱迪迈讷历届投票选举结果 | 梅莱迪迈讷历届投票选举结果 | 梅莱迪迈讷历届投票选举结果 | 梅莱迪迈讷历届投票选举结果 |
| 选举项目                   | 选举范围                   | 选区单位                   | 选区单位内的选举结果       | 选区单位内的选举结果       | 选区单位内的选举结果       | 选区单位内的选举结果       | 选区单位内的选举结果       | 选区单位内的选举结果       | 参考资料                   |
| 选举项目                   | 选举范围                   | 选区单位                   | 第一轮胜出者               | 第一轮胜出者               | 支持率                     | 第二轮胜出者               | 第二轮胜出者               | 支持率                     | 参考资料                   |
| -------------------------- | -------------------------- | -------------------------- | -------------------------- | -------------------------- | -------------------------- | -------------------------- | -------------------------- | -------------------------- | -------------------------- |
| 2017年法國總統選舉         | 法國                       | 市镇                       |                            | 弗朗索瓦·菲永              | 40.13%                     |                            | 埃马纽埃尔·马克龙          | 69.35%                     | [ 25 ]                     |
| 2017年法国立法选举         | 马耶讷省第二选区           | 市镇                       |                            | 纪尧姆·谢弗罗利耶          | 40.44%                     |                            | 纪尧姆·谢弗罗利耶          | 57.11%                     | [ 25 ]                     |
| 2019年欧洲议会选举         | 法國                       | 市镇                       |                            | 纳塔莉·卢瓦索              | 27.22%                     | （不适用）                 | （不适用）                 | （不适用）                 | [ 27 ]                     |
| 2021年法国省级选举         | 马耶讷省                   | 县                         |                            | 朱莉·迪库安 西尔万·鲁斯莱  | 52.27%                     |                            | 朱莉·迪库安 西尔万·鲁斯莱  | 66.22%                     | [ 28 ]                     |
| 2021年法国省级选举         | 马耶讷省                   | 市镇                       |                            | 朱莉·迪库安 西尔万·鲁斯莱  | 65.01%                     |                            | 朱莉·迪库安 西尔万·鲁斯莱  | 75.61%                     | [ 28 ]                     |
| 2021年法国大区选举         |                            | 市镇                       |                            | 克丽丝泰勒·莫朗赛          | 40.72%                     |                            | 克丽丝泰勒·莫朗赛          | 60.65%                     | [ 29 ]                     |
| 2022年法国总统选举         | 法國                       | 市镇                       |                            | 埃马纽埃尔·马克龙          | 41.12%                     |                            | 埃马纽埃尔·马克龙          | 64.2%                      | [ 25 ]                     |
| 2022年法国立法选举         | 马耶讷省第二选区           | 市镇                       |                            | 热拉尔迪娜·巴尼耶          | 33.07%                     |                            | 热拉尔迪娜·巴尼耶          | 62.21%                     | [ 25 ]                     |

## 人口
2020年，梅莱迪迈讷市镇人口数量为2,788，在法国排名第3,992位。其中男性1,306人，女性1,482人，75岁及以上人口占16.5%，外籍人口数量为30人，人口密度为115人/平方公里，当地居民被称为（男性）或（女性）。2021年，梅莱迪迈讷境内出生23人，死亡人口49人。
| 梅莱迪迈讷1901年－2020年人口变化情况 |
|                                      |
| 数据来源：Cassini、INSEE             |

## 经济

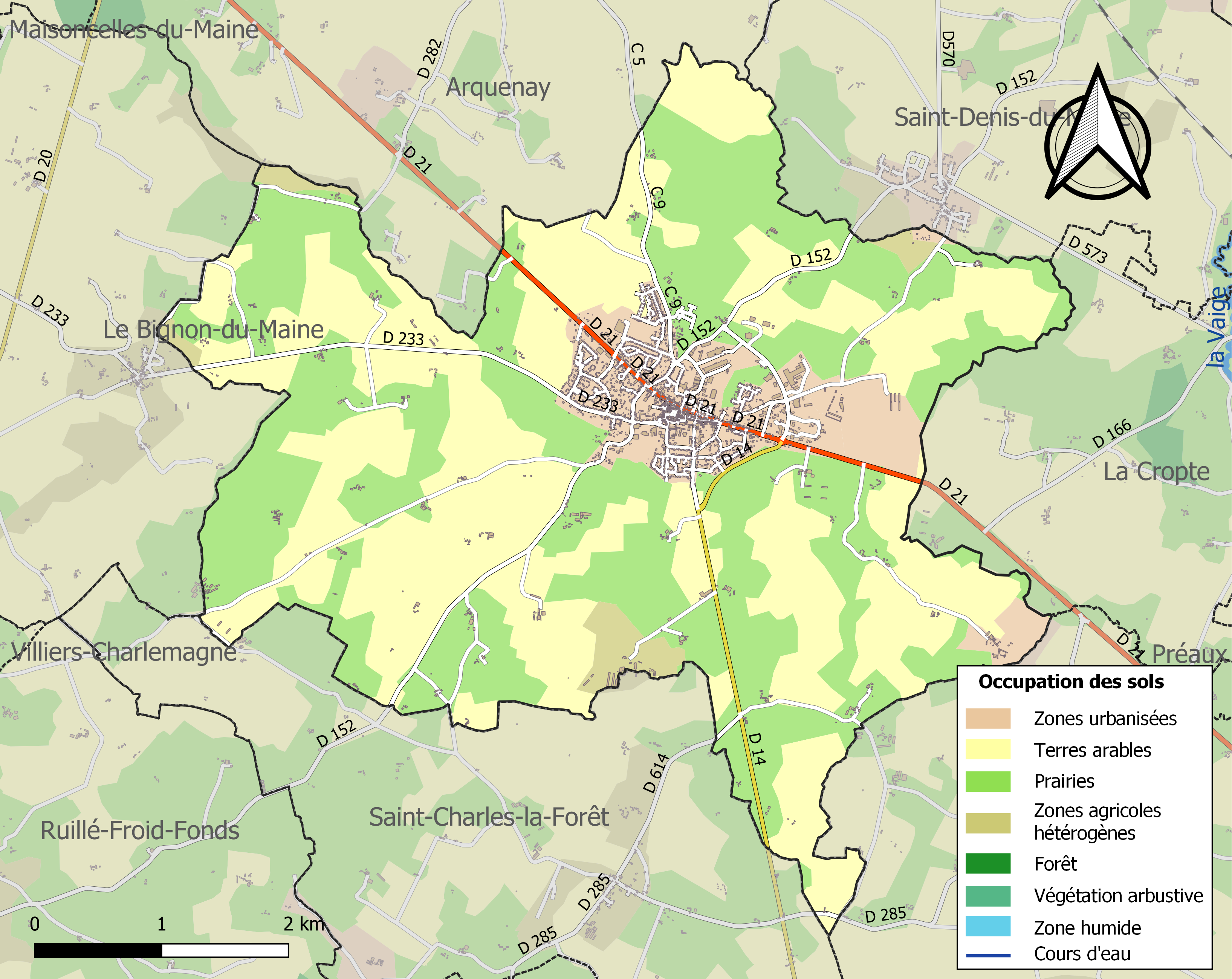
梅莱迪迈讷土地利用情况地图

梅莱迪迈讷是一个区域性的中心集镇。截至2023年11月，梅莱迪迈讷市镇范围内共有各类用人单位（包含自雇）449家，平均历史为20年，其中99.1%为中小型企业（PME），2023年9月至11月间，当地的经济活力指数为0.45%。（大型零售）、（塑料制品）及（管道安装）是当地2021年营业额最高的三个企业，分别为15,136,939欧元、7,990,331欧元和4,455,102欧元。

## 财政与居民收入
2021年，梅莱迪迈讷的财政收入总额为3,601,740欧元，财政支出总额为2,840,880欧元，当年的债务总额为1,632,730欧元。2021年，梅莱迪迈讷市镇通过增值税获得240,300欧元的收入，此外当地还共获得了112,820欧元的国家直接财政补助。
2019年，梅莱迪迈讷的人均月收入总额为1,981欧元，其中高级职员为4,120欧元，低于法国平均水平（4,230欧元）；中级职员为2,157欧元，低于法国平均水平（2,411欧元）；普通职员为1,593欧元，亦地于法国平均水平（1,740欧元）。
2020年，梅莱迪迈讷境内的贫困率为10%，青壮年（15至64岁）失业率为9.1%；2022年，当地34.3%的家庭拥有纳税资格，平均纳税1,980欧元，低于法国平均水平（4,393欧元）。

## 社会事务

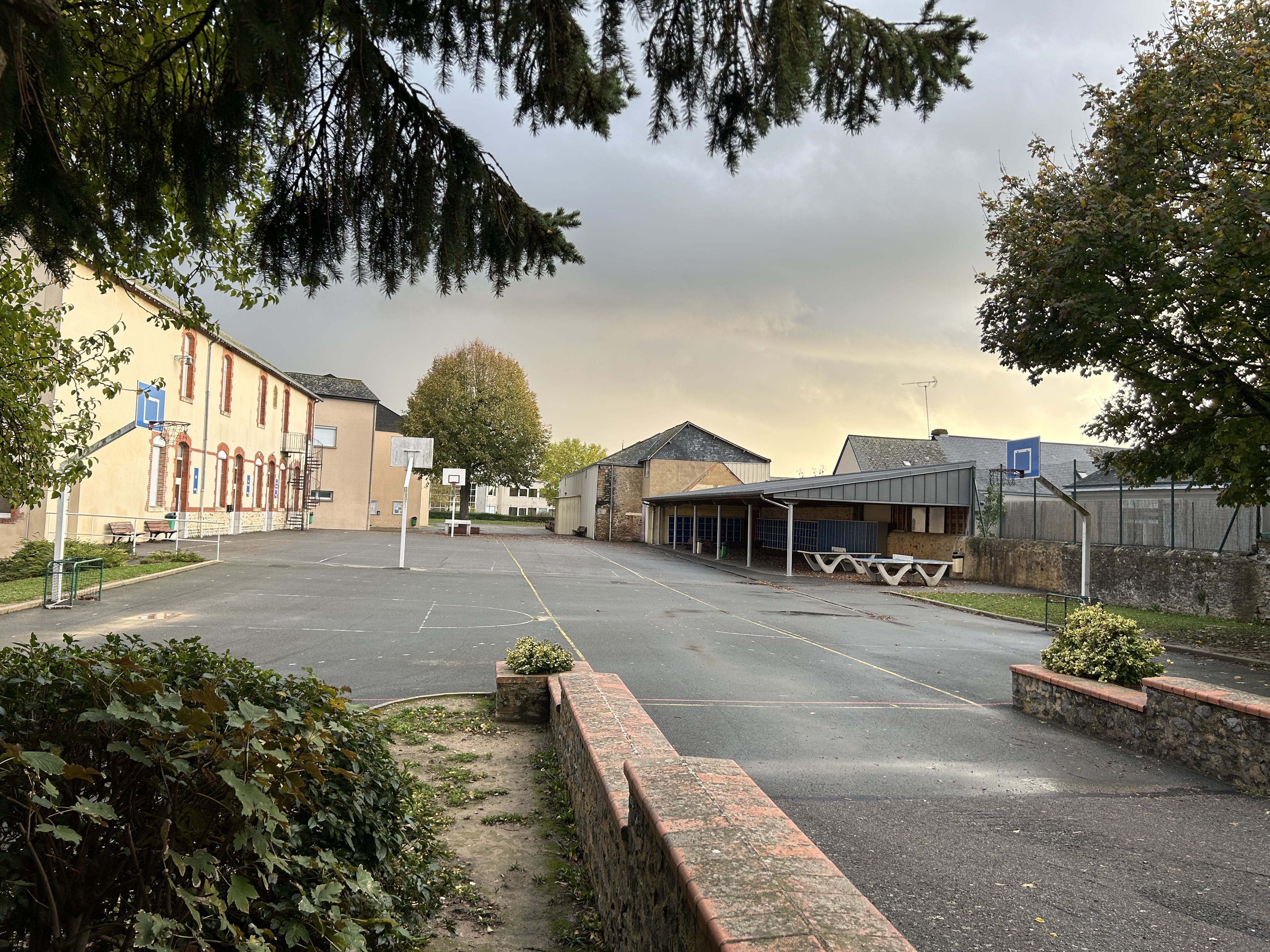
梅莱迪迈讷境内的一所学校

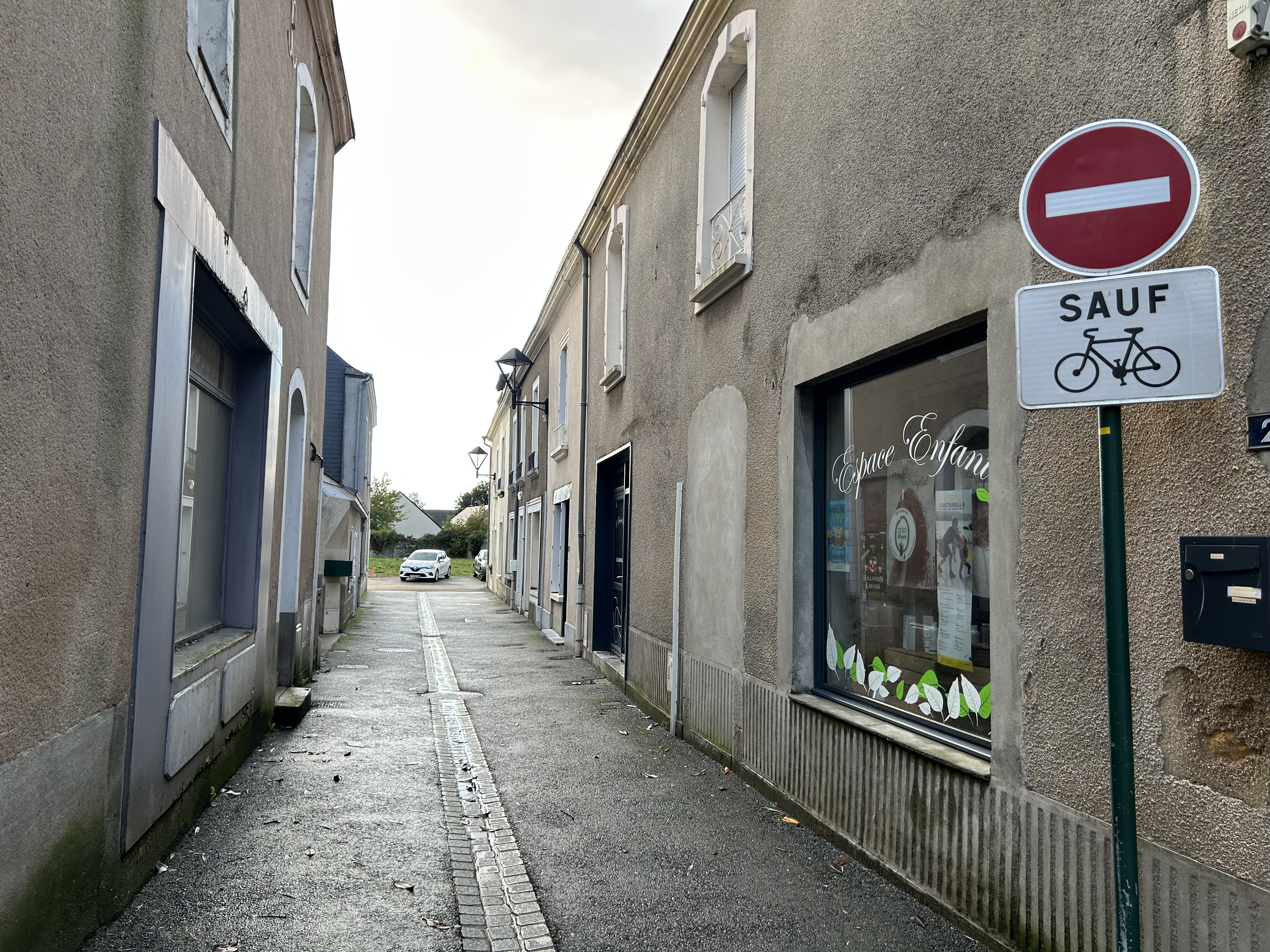
菲利贝尔·富尔尼耶街

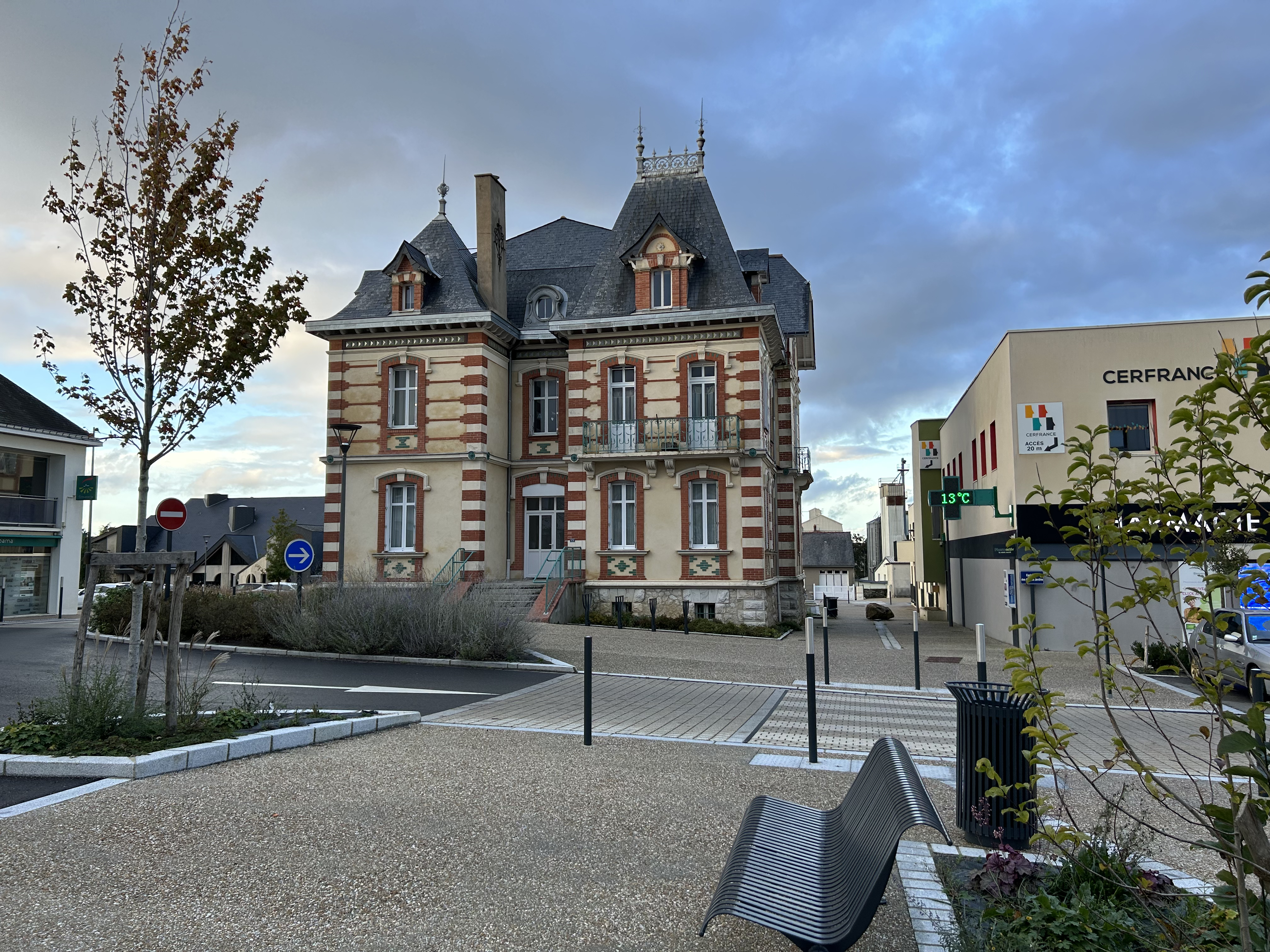
一处传统民居

### 教育
梅莱迪迈讷属于南特学区。截至2021年1月1日，梅莱迪迈讷境内共有1所幼儿园、2所小学和2所初级中学。2021至2022学年度，梅莱迪迈讷境内共有在校中等教育阶段学生546名。

### 医疗
截至2021年1月1日，梅莱迪迈讷境内共有全科医生6名、保健师3名、牙医2名、护士5名、助产士2名和药房1家。
距离梅莱迪迈讷最近的区域性医疗机构为拉瓦勒中心医院（Centre Hospitalier de Laval），其主病区位于拉瓦勒市区西南部，距离梅莱迪迈讷市区的正常车程大约23分钟，该院设有床位673个，是当地规模最大的公立综合性医院。

### 住房
2020年，梅莱迪迈讷境内共有各类住房1,489套，其中82.6%为独立式居民区，15.6%为集中式居民区。常住房屋占梅莱迪迈讷市镇范围内居民建筑总量的88.4%。
在住房保障政策方面，2022年，梅莱迪迈讷境内共有173户家庭获得了住房经济补助，受益人数占总人口数量的7.4%，其中211份为房租补助。

### 商业
2021年，梅莱迪迈讷境内共有各类实体商铺70家，其中餐厅6家、大型超市2家、杂货店1家、面包房2家、肉铺3家、书店2家、银行门店3家、美容美发店5家、汽车维修店6家。市区西北部建有一家Super U大型购物超市。

### 体育
2021年，梅莱迪迈讷境内共有1家游泳池、1间体育馆、1座综合体育场、4处网球场、2处足球或橄榄球场以及3处篮球或排球场。
截至2023年11月，梅莱迪迈讷体育协会（AS Meslay du Maine，编号502271）是梅莱迪迈讷境内唯一的一家注册足球俱乐部。当地的代表性足球队，成立于1967年，其主队2023至2024赛季参加卢瓦尔河地区大区足球联赛丙组（法国第八级别），其主场为体育公园（Parc des Sports）。

### 环境
梅莱迪迈讷的环境事务由其所属的梅莱-格雷地区市镇公共社区联合各级政府协调负责。2021年，梅莱迪迈讷境内暂无污染企业。

### 治安
2021年，梅莱迪迈讷市镇范围内共有1处宪兵队。
梅莱迪迈讷及其附近的共120个市镇是马耶讷河畔贡捷堡国家宪兵队（zone gendarmerie de Château-Gontier-sur-Mayenne）的管辖范围。2020年，该宪兵队累计记录各类案件3,061起，其中盗窃类案件1,294起，经济类案件576起，毒品交易类案件169起。

## 文化

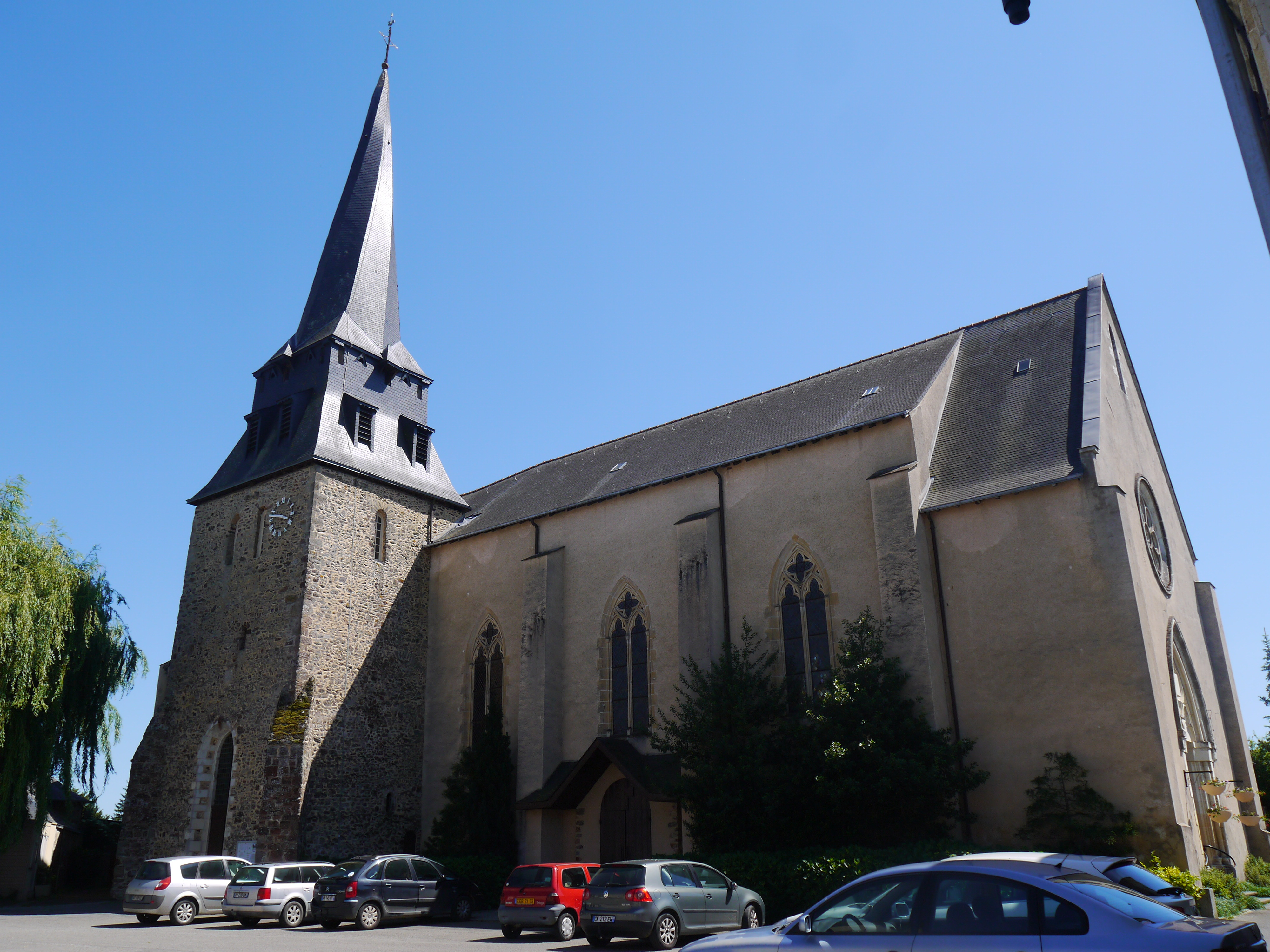
圣伯多禄教堂

2021年，梅莱迪迈讷境内暂无任何文化设施。梅莱迪迈讷境内建有市际多媒体中心（Médiathèque Intercommunale de Meslay du Maine），每周二至六向公众开放。

### 建筑
梅莱迪迈讷境内有多处历史建筑，其中圣伯多禄教堂、莱萨尔西城堡等为当地的地标性历史建筑物。

### 旅游
梅莱迪迈讷的旅游事务由其所属的梅莱-格雷地区市镇公共社区负责。2023年，梅莱迪迈讷境内暂无任何游客接待设施。

### 媒体
法国主要的媒体均可在梅莱迪迈讷接收，法国电视三台下属的卢瓦尔河地区大区频道在部分时段播出梅莱迪迈讷所在马耶讷省的地方新闻。蓝色法兰西马耶讷广播、《法国西部报》、《马耶讷邮报》等是当地主要的地方性媒体。

## 相关人物
法国手球运动员菲利普·梅达尔出生于梅莱迪迈讷；法国医学家朱利安-西蒙·迪谢纳逝世于梅莱迪迈讷。

## 友好城市
截至2023年11月，梅莱迪迈讷共与一座城市建立了友好城市关系：
- 德国 内卡河畔雷姆塞克